# Trofeo Serra de Tramuntana 2024
La 33.ª edición de la clásica ciclista Trofeo Serra de Tramuntana fue una carrera en España que se celebró el 26 de enero de 2024 sobre un recorrido de 153,8 kilómetros en la isla balear de Mallorca. La carrera formó parte del cuarto trofeo de la Challenge Ciclista a Mallorca 2024.
La carrera formó parte del UCI Europe Tour 2024, calendario ciclístico de los Circuitos Continentales UCI, dentro de la categoría 1.1 y fue ganada por el belga Lennert Van Eetvelt del Lotto Dstny. Completaron el podio, como segundo y tercer clasificado respectivamente, el ruso Aleksandr Vlasov del Bora-Hansgrohe y el estadounidense Brandon McNulty del UAE Emirates.

## Equipos participantes
Tomaron parte en la carrera 23 equipos: 8 de categoría UCI WorldTeam, 10 de categoría UCI ProTeam, 5 de categoría Continental. Formaron así un pelotón de 158 ciclistas de los que acabaron 145. Los equipos participantes fueron:
| WorldTeams (8)- Arkéa-B&B Hotels - Bora-Hansgrohe - Cofidis - EF Education-EasyPost - Intermarché-Wanty - Movistar Team - Soudal Quick-Step - UAE Team Emirates ProTeams (10)- Burgos-BH - Caja Rural-Seguros RGA - Equipo Kern Pharma - Euskaltel-Euskadi - Lotto Dstny - Team Flanders-Baloise - Tudor Pro Cycling Team - Uno-X Mobility - VF Group-Bardiani CSF-Faizané - Polti Kometa Equipos continentales (5)- Illes Balears Arabay Cycling - Lidl-Trek Future Racing - Project Echelon Racing - Rembe Pro Cycling Team Sauerland - Team Storck-Metropol Cycling |
| |

## Clasificación final
- La clasificación finalizó de la siguiente forma:[3]

| \| Clasificación general \| Clasificación general \| Clasificación general \| Clasificación general \| Clasificación general \| \| Ciclista \| Ciclista \| Equipo \| Tiempo \| \| \| --------------------- \| -------------------------- \| ---------------------- \| --------------------- \| --------------------- \| \| 1.º \| Lennert Van Eetvelt \| Lotto Dstny \| 3 h 34 min 43 s \| \| \| 2.º \| Aleksandr Vlásov \| Bora-Hansgrohe \| + 0 s \| \| \| 3.º \| Brandon McNulty \| UAE Team Emirates \| + 0 s \| \| \| 4.º \| Yannis Voisard \| Tudor Pro Cycling Team \| + 42 s \| \| \| 5.º \| Ilan Van Wilder \| Soudal Quick-Step \| + 52 s \| \| \| 6.º \| Lukas Nerurkar \| EF Education-EasyPost \| + 52 s \| \| \| 7.º \| Iván Romeo \| Movistar Team \| + 52 s \| \| \| 8.º \| Tobias Halland Johannessen \| Uno-X Mobility \| + 52 s \| \| \| 9.º \| Igor Arrieta \| UAE Team Emirates \| + 52 s \| \| \| 10.º \| Rune Herregodts \| Intermarché-Wanty \| + 1 min 32 s \| \| |                            |                        |                 |
| |                            |                        |                 |
| Fuente: ProCyclingStats |                            |                        |                 |
| Clasificación general |                            |                        |                 |
| Ciclista | Ciclista                   | Equipo                 | Tiempo          |
| 1.º | Lennert Van Eetvelt        | Lotto Dstny            | 3 h 34 min 43 s |
| 2.º | Aleksandr Vlásov           | Bora-Hansgrohe         | + 0 s           |
| 3.º | Brandon McNulty            | UAE Team Emirates      | + 0 s           |
| 4.º | Yannis Voisard             | Tudor Pro Cycling Team | + 42 s          |
| 5.º | Ilan Van Wilder            | Soudal Quick-Step      | + 52 s          |
| 6.º | Lukas Nerurkar             | EF Education-EasyPost  | + 52 s          |
| 7.º | Iván Romeo                 | Movistar Team          | + 52 s          |
| 8.º | Tobias Halland Johannessen | Uno-X Mobility         | + 52 s          |
| 9.º | Igor Arrieta               | UAE Team Emirates      | + 52 s          |
| 10.º | Rune Herregodts            | Intermarché-Wanty      | + 1 min 32 s    |

## UCI World Ranking
El Trofeo Serra de Tramuntana otorgó puntos para el UCI World Ranking para corredores de los equipos en las categorías UCI WorldTeam, UCI ProTeam y Continental. Las siguientes tablas son el baremo de puntuación y los diez corredores que obtuvieron más puntos:
| Posición   | 1.º | 2.º | 3.º | 4.º | 5.º | 6.º | 7.º | 8.º | 9.º | 10.º | 11.º | 12.º | 13.º-15.º | 16.º-25.º |
| Puntuación | 125 | 85  | 70  | 60  | 50  | 40  | 35  | 30  | 25  | 20   | 15   | 10   | 5         | 3         |

| Clasificación |                            |                       |        |
| Posición      | Ciclista                   | Equipo                | Puntos |
| ------------- | -------------------------- | --------------------- | ------ |
| 1.º           | Lennert Van Eetvelt        | Lotto Dstny           | 125    |
| 2.º           | Aleksandr Vlasov           | Bora-Hansgrohe        | 85     |
| 3.º           | Brandon McNulty            | UAE Emirates          | 70     |
| 4.º           | Yannis Voisard             | Tudor                 | 60     |
| 5.º           | Ilan Van Wilder            | Soudal Quick-Step     | 50     |
| 6.º           | Lukas Nerurkar             | EF Education-EasyPost | 40     |
| 7.º           | Iván Romeo                 | Movistar              | 35     |
| 8.º           | Tobias Halland Johannessen | Uno-X Mobility        | 30     |
| 9.º           | Igor Arrieta               | UAE Emirates          | 25     |
| 10.º          | Rune Herregots             | Intermarché-Wanty     | 20     |